# Erebia rondoui
Erebia rondoui is een vlinder uit de onderfamilie Satyrinae van de familie Nymphalidae, de vossen, parelmoervlinders en weerschijnvlinders. De soort is iets kleiner dan Erebia hispania (Spaanse glanserebia), maar de namen worden door sommige auteurs beschouwd als synoniemen.
Erebia rondoui komt lokaal voor in de Pyreneeën. De vlinder vliegt op hoogtes van 1650 tot 2300 meter boven zeeniveau. De soort leeft in allerlei vegetaties met gras op berghellingen.
De soort vliegt in een jaarlijkse generatie van juni tot augustus. De rupsen overwinteren en verpoppen in het voorjaar. Soorten Poa en Festuca worden gebruikt als waardplanten.